# أسياد المعادن (فلم)
أسياد المعادن (بالإنجليزية: Metal Lords) هو فيلم درامي كوميدي أمريكي لعام 2022، من سيناريو دي. بي. وايس، ومن إخراج بيتر سوليت. صدر الفيلم على نتفليكس في 8 أبريل 2022.

## روابط خارجية
- مقالات تستعمل روابط فنية بلا صلة مع ويكي بيانات